# Ollófarkú őrmesterhal

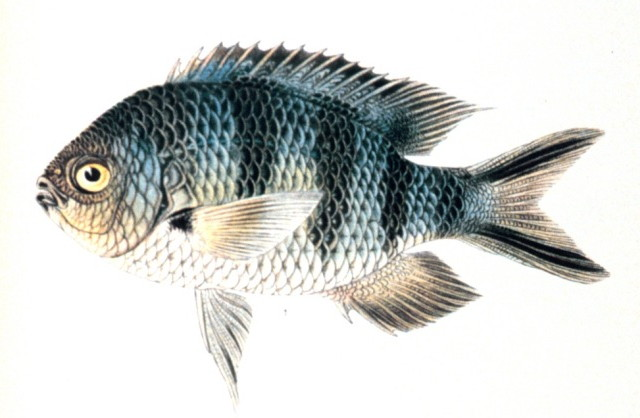

Az ollófarkú őrmesterhal (Abudefduf sexfasciatus) a sugarasúszójú halak (Actinopterygii) osztályába, a sügéralakúak (Perciformes) rendjébe és a korállszirtihal-félék családjába tartozó faj.

## Előfordulása
A Csendes- és az Indiai-óceán trópusi vizeiben honos.

## Megjelenése
Testhossza 16 centiméter.